# Pavel Tcherenkov
Pavel Alexeevitch Tcherenkov (russo:  Павел Алексеевич Черенков; Oblast de Voronej, 28 de julho de 1904 — Moscou, 6 de janeiro de 1990) foi um físico russo e soviético. Foi Nobel de Física em 1958, pela descoberta e interpretação do efeito Tcherenkov.

## Biografia
Tcherenkov nasceu em 1904, filho de Alexey Tcherenkov e Mariya Tcherenkova, na pequena aldeia de Novaya Chigla. Esta cidade fica na atual região de Oblast de Voronezh, na Rússia.
Em 1928, ele se formou no Departamento de Física e Matemática da Universidade Estadual de Voronezh. Em 1930, ele assumiu o cargo de pesquisador sênior no Lebedev Physical Institute. Nesse mesmo ano, ele se casou com Maria Putintseva, filha de A.M. Putintsev, um professor de literatura russa. Eles tiveram um filho, Alexey, e uma filha, Yelena.
Tcherenkov foi promovido a líder de seção e, em 1940, recebeu o título de Doutor em Ciências Físico-Matemáticas. Em 1953, foi confirmado como Professor de Física Experimental. A partir de 1959, ele chefiou o laboratório de processos de fotomésons do instituto. Ele permaneceu como professor por quatorze anos. Em 1970, ele se tornou um acadêmico da Academia de Ciências da URSS.
Tcherenkov morreu em Moscou em 6 de janeiro de 1990 e foi enterrado no cemitério Novodevichy.

## Descobertas na física
A radiação Tcherenkov recebeu esse nome devido à sua descoberta do fenômeno. Em 1934, enquanto trabalhava sob Sergey Ivanovich Vavilov, Cherenkov observou a emissão de luz azul de uma garrafa de água submetida a bombardeio radioativo. Esse fenômeno, associado às partículas atômicas carregadas que se movem a velocidades superiores à velocidade de fase da luz, provou ser de grande importância em trabalhos experimentais subsequentes em física nuclear e para o estudo dos raios cósmicos. Com o mesmo nome, foi apelidado de Efeito Tcherenkov, assim como o detector Tcherenkov, que se tornou uma peça padrão do equipamento na pesquisa atômica para observar a existência e a velocidade de partículas de alta velocidade. O dispositivo foi instalado no Sputnik 3.
Pavel Tcherenkov também participou do desenvolvimento e construção de aceleradores de elétrons e da investigação de reações foto-nucleares e foto-mesônicas.

## Prêmios e homenagens
Tcherenkov recebeu dois prêmios Stalin, o primeiro em 1946, dividindo a honra com Vavilov, Frank e Tamm, e outro em 1952. Ele também recebeu o Prêmio Estadual da URSS em 1977. Em 1958, ele recebeu o Prêmio Nobel de Física por a descoberta do efeito Tcherenkov. Ele também recebeu o título de Herói do Trabalho Socialista da União Soviética em 1984. Tcherenkov era membro do Partido Comunista da União Soviética.

## Na cultura popular
O nome do personagem de Star Trek, Pavel Chekov, foi escolhido como uma referência a Pavel Tcherenkov.

Em Starship Troopers, as naves espaciais viajam mais rápido do que a luz usando Cherenkov Drive.